# Guo Weiyang
Guo Weiyang (en chino, 郭伟阳; pinyin, Guō Weǐyáng) (1 de febrero de 1988) es un gimnasta chino. Compitió para el equipo nacional chino en los Juegos Olímpicos de Londres 2012, en el concurso completo por equipos masculino de gimnasia artística, donde ganó la medalla de oro junto a Chen Yibing. Zhang Chenglong, Zou Kai y Feng Zhe.